# Борисенко Василь Васильович
Борисенко Василь Васильович (25 квітня 1904, Борисов — 26 липня 1984) — білоруський літературознавець, академік АН БРСР (з 1969). Член КПРС з 1928. Досліджує розвиток реалізму в білоруській літературі та взаємозв'язки білоруської літератури та інших літератур народів світу.

## З життєпису
Автор статей «Т. Г. Шевченко і білоруська література», «Шевченківські мотиви в творчості Янки Купали» (обидві — 1939), «Тарас Шевченко і Янка Купала» (1940), «Т. Г. Шевченко» (1962) та інші.
Від інституту літератури АН БРСР виступав з привітальною промовою на ювілейній десятій науковій шевченківській конференції (1961).
Член-кореспондент АН БРСР з 1957. Народився у місті Ново-Борисові в сім'ї робітника. Дослідник історії білоруської літератури, зокрема творчості Ф. Богушевича, Я. Купали та історії українсько-білоруських літературних зв'язків.

## Твори
- Білорус, мовою— Беларуская літаратура. Мінск, 1954;
- Ф. Багушавіч і праблема реалізма у беларускай літаратурьі XIX ст. Мінск, 1956;
- Тарас Шаучанка і Янка Купала. «Ученые записки Минского пединститута», 1940, № і.